# Ján Hargaš
Ján Hargaš (* 1. března 1984) je slovenský politik, od roku 2023 poslanec NR SR za hnutí Progresívne Slovensko. 

## Život a kariéra
V letech 2002 až 2007 studoval mezinárodní obchod na Ekonomické univerzitě v Bratislavě. Po studiu pracoval v soukromé sféře na Slovensku i v zahraničí a také v neziskovém sektoru. V roce 2016 založil a do roku 2019 vedl sdružení Slovensko.Digital.; dlouhodobě se zabývá problematikou digitalizace státní správy. V roce 2020 začal pracovat na Ministerstvu investic, regionálního rozvoje a informatizace Slovenské republiky jako poradce, v červenci 2021 se stal státním tajemníkem pro informatizaci. Ve funkci státního tajemníka skončil v únoru 2022.
V parlamentních volbách na Slovensku v roce 2023 kandidoval na 31. místě kandidátní listiny hnutí Progresívne Slovensko, kde se povoláním uváděl jako expert na digitalizaci. Získal 9 748 preferenčních hlasů a byl zvolen poslancem Národní rady SR. V červnu 2025 na něj bylo podáno trestní oznámení za pomluvu poté, co upozornil na pochybné financování haciendy v Sebechlebech.
Ve volném čase je fanouškem divadla, hudby a věnuje se také sportu. V roce 2023 žil v Nové Dedinke.